# Dinastía Ming del sur
La dinastía Ming del sur (en chino, 南明; pinyin, Nán Míng), también conocido en la historiografía como Ming tardío (en chino tradicional, 後明; en chino simplificado, 后明; pinyin, Hòu Míng), oficialmente el Gran Ming (en chino, 大明; pinyin, Dà Míng), fue una dinastía imperial de China y una serie de Estados remanentes de la dinastía Ming que surgieron tras el Incidente de Jiashen de 1644. Rebeldes campesinos liderados por Li Zicheng, fundador de la efímera dinastía Shun, capturaron Pekín y el emperador Chongzhen se suicidó. El general Ming Wu Sangui abrió entonces las puertas del Paso Shanhai, en la sección oriental de la Gran Muralla, a las banderas Qing, con la esperanza de usarlos para aniquilar a las fuerzas Shun. Los leales a Ming huyeron a Nankín, donde entronizaron a Zhu Yousong como emperador Hongguang, lo que marcó el inicio de la dinastía Ming del Sur. El régimen de Nankín duró hasta 1645, cuando las fuerzas Qing capturaron la ciudad. Zhu huyó antes de la caída de la dinastía, pero fue capturado y ejecutado poco después. Figuras posteriores continuaron presidiendo la corte en varias ciudades del sur de China, aunque los Qing los consideraban impostores.
El régimen de Nankín carecía de recursos para pagar y abastecer a sus soldados, quienes se vieron obligados a vivir de la tierra y saquear el campo. La conducta de los soldados fue tan notoria que se les negó la entrada en aquellas ciudades que estaban en condiciones de hacerlo. El funcionario de la corte Shi Kefa obtuvo cañones modernos y organizó la resistencia en Yangzhou. Los cañones aniquilaron a un gran número de soldados Qing, pero esto solo enfureció a los sobrevivientes. Tras la caída de la ciudad de Yangzhou en mayo de 1645, los manchúes iniciaron un saqueo generalizado y esclavizaron a todas las mujeres y niños en la famosa masacre de Yangzhou. Nankín fue capturada por los Qing el 6 de junio y el emperador Hongguang fue llevado a Pekín y ejecutado en 1646.

## Antecedentes
La caída de la dinastía Ming y la posterior conquista de la dinastía Qing marcaron un período de guerra catastrófica y declive demográfico en China. China experimentó un período de clima extremadamente frío desde la década de 1620 hasta la de 1710. Algunos académicos modernos vinculan el descenso mundial de la temperatura en esta época con el Mínimo de Maunder, un período prolongado entre 1645 y 1715 en el que no hubo manchas solares. Cualquiera que sea la causa, el cambio climático redujo la producción agrícola y los ingresos estatales. También provocó sequías, que desplazaron a muchos campesinos. A finales de la dinastía Ming se produjeron varias revueltas campesinas, que culminaron en una revuelta liderada por Li Zicheng, que tomó Pekín en 1644.
La ideología Ming enfatizaba la administración autoritaria y centralizada, conocida como "supremacía imperial" o huángjí. Sin embargo, la toma de decisiones centralizada e integral estaba fuera del alcance tecnológico de la época. El principio de uniformidad implicaba que a menudo se seleccionaba el mínimo común denominador como estándar. La necesidad de implementar cambios a nivel imperial complicó cualquier intento de reformar el sistema, dejando a los administradores indefensos ante una época de agitación.
Los funcionarios públicos eran seleccionados mediante un riguroso sistema de exámenes que evaluaba sus conocimientos de literatura clásica. Si bien podían ser hábiles citando precedentes de la dinastía Zhou sobre comportamientos rectos e injustos, rara vez eran tan versados en asuntos económicos, sociales o militares contemporáneos. A diferencia de las dinastías anteriores, la dinastía Ming no tenía primer ministro. Por lo tanto, cuando un joven gobernante se retiraba a la corte interior para disfrutar de la compañía de sus concubinas, el poder recaía en los eunucos. Solo los eunucos tenían acceso a la corte interior, pero los funcionarios encargados de ejecutar los decretos del emperador desconfiaban de las camarillas de eunucos. Los funcionarios formados en la Academia Donglin eran conocidos por acusar a los eunucos y a otros de falta de rectitud.
El 24 de abril de 1644, los soldados de Li traspasaron las murallas de Pekín, la capital de la dinastía Ming. El emperador Chongzhen se suicidó al día siguiente para evitar ser humillado. Los restos de la familia imperial Ming y algunos ministros de la corte buscaron refugio en el sur de China y se reagruparon en torno a Nankín, la capital auxiliar de la dinastía Ming, al sur del río Yangtsé.